# FD型蒸気機関車
FD型蒸気機関車（ロシア語: Паровоз ФД）はソ連時代の代表的な貨物用蒸気機関車である。1932年より製造が開始され、1942年までに3112両が製造された。

## 概要
開発当時、ソ連はスターリンによる急激な工業化に対応するためにこの機関車を設計したが、設計日数100日、製造日数170日という短期間でのものであったために技術はアメリカのものが応用された。
1号機はルガンスクで製造され、そして1931年にモスクワで試運転が行われたあと、ヴォロシロフグラッドにて増産が開始された。
製造過程において技術の向上がみられ、性能がよくなったが、1941年以降はウラン・ウデに製造工場を移し、製造を続けたが1942年に製造は中断された。ウラン・ウデでの製造は2927号機以降である。FD20形が2,925両、FD21形が286両、FDK形が2両の計3,213両が生産された。（FD20形に過熱蒸気発生装置を装備したものがFD21形である)

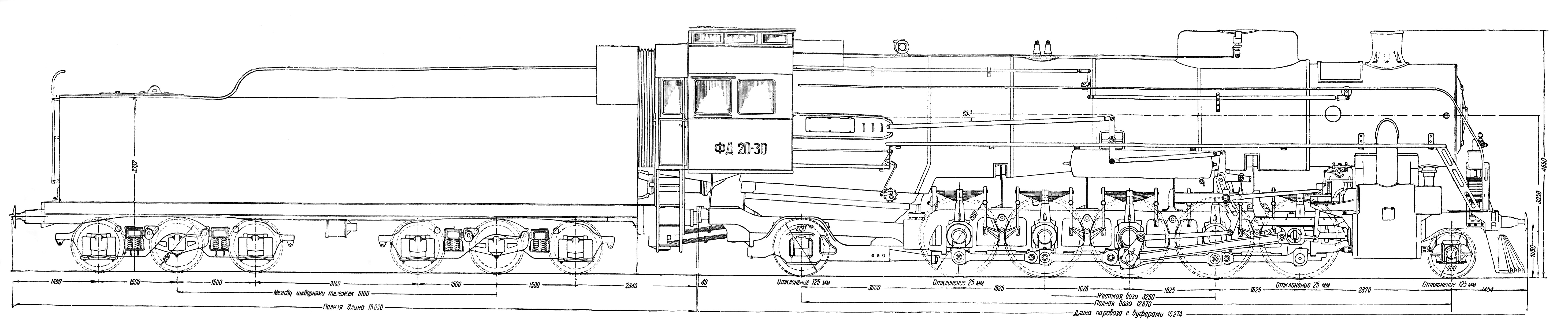
FD20形側面図

FD形はウラルやシベリアを含む各地で使用されたが、1950年代中盤ごろからディーゼル機関車や電気機関車に取って代わられた。1958年から1960年にかけて多くの（おおよそ950から1,057両）FD形が標準軌に改造されて中華人民共和国へ送られた。中国ではYH型（友好型）と改番され、当時逼迫していた中国の輸送事情改善に寄与した。文革期にFX型（反修型）と改名され、1971年に更にFD型に改番されている。なお中国では1980年代前半までその姿を本線上で見る事ができたが、1990年に形式消滅した。